# 8423 Macao
8423 Macao (1997 AO22) là một tiểu hành tinh vành đai chính được phát hiện ngày 11 tháng 1 năm 1997 bởi Chương trình tiểu hành tinh Bắc Kinh Schmidt CCD ở Xinglong.